# Loïs Diony
Loïs Diony, né le 20 décembre 1992 à Mont-de-Marsan, est un footballeur français qui évolue au poste d'avant-centre au Manisa FK.

## Biographie

### Formation
D'ascendance martiniquaise, Loïs Diony commence le football dans sa ville natale au Stade montois. Il intègre ensuite le centre de formation des Girondins de Bordeaux en 2004. Non conservé, il rejoint à l'été 2011 le FC Nantes, sur les conseils de Guy Hillion qui l'avait déjà convaincu de rejoindre Bordeaux six ans plus tôt. Après une première saison difficile, il devient un membre régulier de l'équipe réserve nantaise lors de la seconde, et inscrit huit buts. Il joue son premier match professionnel en décembre 2012 lors de la réception des Chamois niortais en entrant a quelques minutes de la fin du match.
Il ne parvient cependant pas à signer de contrat professionnel avec les Nantais, et est contraint de partir à l'été 2013. Il revient alors dans son premier club : le Stade montois. En une demi-saison, il inscrit huit buts en treize matchs de championnat, et est repéré par plusieurs clubs professionnels.

### Dijon FCO
Après des essais à Carquefou, Tours, et à Dijon, il signe son premier contrat professionnel avec le club bourguignon, d'une durée de deux ans et demi.
Durant ses deux premières saisons, il marque huit buts en quarante-six matchs, et le DFCO n'arrive pas à monter en Ligue 1. En 2015-2016, il devient titulaire à la suite des blessures répétées de concurrents à son poste comme Jérémie Bela et Wesley Saïd. Diony prolonge aussi son contrat de trois saisons avec le Dijon Football Côte-d'Or. Il termine finalement l'exercice avec quatorze buts et quatre passes décisives et permet à son club de monter en Ligue 1 à l'issue de la saison.
Le 26 septembre 2016, il inscrit ses deux premiers buts en Ligue 1 face au Stade rennais (victoire 3-0).

### AS Saint-Étienne
Le 7 juillet 2017, il s'engage en faveur de l'AS Saint-Étienne en paraphant un contrat de quatre ans,. Le montant du transfert s'élève à environ huit millions d'euros plus deux millions de bonus, ce qui en fait la recrue la plus chère de l'histoire du club devant Gonzalo Bergessio et Ilan. Lors de la première partie de saison, il n'inscrit aucun but en match officiel. N'ayant pas réussi à s'imposer à Saint-Étienne, il est prêté à Bristol City, le 25 janvier 2018. Cependant, il ne marque pas non plus avec le club de seconde division anglaise et termine ainsi sa saison sans avoir marqué le moindre but.
La saison 2018-2019 débute d'une meilleure manière. Après avoir inscrit de nombreux buts durant les matchs de préparation, il lance sa saison en délivrant une passe décisive à Wahbi Khazri et en inscrivant son premier but en compétition officielle sous le maillot stéphanois lors de la première journée pour une victoire contre Guingamp (2-1). Relancé par Jean-Louis Gasset qui n'hésite pas à l'utiliser sur le côté gauche, il retrouve le chemin des filets, à 5 reprises sur la phase aller. Néanmoins, sa deuxième partie de saison est moins prolifique, aucun but ou passe décisive, et perturbée par une blessure au mollet et des problèmes aux adducteurs,. 
Ghislain Printant prend les rênes de l'équipe pour l'exercice 2019-2020 et Diony ne fait pas partie de ses plans. Il connaît sa première titularisation le 6 octobre face à l'Olympique lyonnais (9e journée, victoire 1-0) sous les ordres de Claude Puel, nommé à la tête de l'équipe quelques jours plus tôt. Suite de la pandémie de Covid-19 en France, le championnat est arrêté le 8 mars 2020, après 28 journées disputées, Diony compte alors 16 apparitions en Ligue 1 pour 8 titularisations et 2 buts inscrits. 

### Angers SCO
Il quitte l'AS Saint-Étienne pour l'Angers SCO le 10 septembre 2020, pour une durée de trois saisons. Une saison après son arrivée, il est prêté pour la saison 2021-2022 à l'Étoile Rouge de Belgrade. Mais début février, seulement quelques mois après son arrivée, son entraîneur déclare que Diony ne rejouera pas jusqu'à la fin de la saison en raison de performances jugées insatisfaisantes. 
Il est victime d'une rupture des ligaments croisés à l'entraînement le 27 septembre 2022. Il renoue avec la compétition le 21 mai 2023, rentrant en cours de jeu face au Stade de Reims (36e journée, 2-2). Au terme de la saison, le club est relégué en Ligue 2. En fin de contrat et malgré cette descente, il prolonge son bail en Anjou jusqu'en juin 2025.  
Alexandre Dujeux et son staff lui accordent leur confiance lors de la préparation estivale 2023. Bien qu'il ait traversé cette période sans réussir à trouver le chemin des filets et qu'il manque de condition à la suite de sa grave blessure, il est récompensé de ses efforts lors du début de saison. Après 10 rencontres de Ligue 2 disputées, il compte 5 buts et 4 passes décisives à son actif. Auteur de 15 buts et 9 passes décisives au final, il est l'un des grands artisans de la remontée du club en Ligue 1 au terme de la saison 2023-2024. Souhaitant capitaliser sur ce bel exercice, il fait part de ses envies de trouver un nouveau club avec de meilleurs ambitions sportives et financières alors que son contrat se termine en 2025 en Anjou,.
Lors de la 1re journée de championnat de Ligue 1, il entre en jeu à la 70e minute de jeu face au RC Lens (défaite 0-1), se faisant siffler par une partie du public, déçu de son attitude et de ses velléités de départ. Deux jours plus tard, il est écarté du groupe professionnel et invité à s'entraîner avec l'équipe réserve.
Le 30 janvier 2025, il est mis à pied à titre conservatoire par son équipe pour des soupçons de paris sportifs à l'occasion du déplacement contre le Paris FC, match joué le 27 avril 2024,. Il est prêté le 6 février 2025 jusqu’à la fin de la saison à Bandirmaspor, évoluant en deuxième division turque. Décision est prise avec le club, au terme de son prêt, de résilier la dernière année de contrat le liant à Angers, celui-ci ayant été prolongé de deux ans suite à la montée du SCO en Ligue 1.

## Statistiques
Le tableau suivant récapitule les statistiques de Loïs Diony durant sa carrière.
| Saison                | Club                            | Championnat           | Championnat | Championnat | Championnat | Coupe nationale | Coupe nationale | Coupe nationale | Coupe de la Ligue | Coupe de la Ligue | Coupe de la Ligue | Compétition(s) continentale(s) | Compétition(s) continentale(s) | Compétition(s) continentale(s) | Compétition(s) continentale(s) | Total | Total | Total |
| Saison                | Club                            | Division              | M.          | B.          | P.d.        | M.              | B.              | P.d.            | M.                | B.                | P.d.              | Comp.                          | M.                             | B.                             | P.d.                           | M.    | B.    | P.d.  |
| 2012-2013             | FC Nantes                       | Ligue 2               | 1           | 0           | 0           | 1               | 0               | 0               | -                 | -                 | -                 | -                              | -                              | -                              | -                              | 2     | 0     | 0     |
| 2013-2014             | Stade montois                   | CFA                   | 14          | 8           | 0           | 3               | 1               | 0               | -                 | -                 | -                 | -                              | -                              | -                              | -                              | 17    | 9     | 0     |
| 2013-2014             | Dijon FCO                       | Ligue 2               | 10          | 3           | 1           | -               | -               | -               | -                 | -                 | -                 | -                              | -                              | -                              | -                              | 10    | 3     | 1     |
| 2014-2015             | Dijon FCO                       | Ligue 2               | 33          | 3           | 4           | 1               | 1               | 0               | 2                 | 1                 | 0                 | -                              | -                              | -                              | -                              | 36    | 5     | 4     |
| 2015-2016             | Dijon FCO                       | Ligue 2               | 29          | 11          | 4           | 1               | 0               | 0               | 3                 | 3                 | 0                 | -                              | -                              | -                              | -                              | 33    | 14    | 4     |
| 2016-2017             | Dijon FCO                       | Ligue 1               | 37          | 11          | 7           | 2               | 1               | 0               | 1                 | 0                 | 0                 | -                              | -                              | -                              | -                              | 40    | 12    | 7     |
| Sous-total            | Sous-total                      | Sous-total            | 109         | 28          | 16          | 4               | 2               | 0               | 6                 | 4                 | 0                 | -                              | -                              | -                              | -                              | 119   | 34    | 16    |
| 2017-2018             | AS Saint-Étienne                | Ligue 1               | 16          | 0           | 1           | 1               | 0               | 0               | -                 | -                 | -                 | -                              | -                              | -                              | -                              | 17    | 0     | 1     |
| 2018-2019             | AS Saint-Étienne                | Ligue 1               | 30          | 5           | 1           | 2               | 2               | 1               | -                 | -                 | -                 | -                              | -                              | -                              | -                              | 32    | 7     | 2     |
| 2019-2020             | AS Saint-Étienne                | Ligue 1               | 12          | 2           | 0           | 3               | 0               | 1               | -                 | -                 | -                 | C3                             | 1                              | 0                              | 0                              | 16    | 2     | 1     |
| Sous-total            | Sous-total                      | Sous-total            | 58          | 7           | 2           | 6               | 2               | 2               | -                 | -                 | -                 | -                              | 1                              | 0                              | 0                              | 65    | 9     | 4     |
| 2017-2018             | Bristol City (prêt)             | Championship          | 7           | 0           | 0           | -               | -               | -               | -                 | -                 | -                 | -                              | -                              | -                              | -                              | 7     | 0     | 0     |
| 2020-2021             | Angers SCO                      | Ligue 1               | 36          | 5           | 2           | 2               | 0               | 0               | -                 | -                 | -                 | -                              | -                              | -                              | -                              | 38    | 5     | 2     |
| 2022-2023             | Angers SCO                      | Ligue 1               | 11          | 2           | 0           | -               | -               | -               | -                 | -                 | -                 | -                              | -                              | -                              | -                              | 11    | 2     | 0     |
| 2023-2024             | Angers SCO                      | Ligue 2               | 35          | 15          | 9           | 2               | 1               | 0               | -                 | -                 | -                 | -                              | -                              | -                              | -                              | 37    | 16    | 9     |
| 2024-2025             | Angers SCO                      | Ligue 1               | 1           | 0           | 0           | -               | -               | -               | -                 | -                 | -                 | -                              | -                              | -                              | -                              | 1     | 0     | 0     |
| Sous-total            | Sous-total                      | Sous-total            | 83          | 22          | 11          | 4               | 1               | 0               | -                 | -                 | -                 | -                              | -                              | -                              | -                              | 87    | 23    | 11    |
| 2021-2022             | Étoile rouge de Belgrade (prêt) | SuperLiga             | 8           | 1           | 1           | -               | -               | -               | -                 | -                 | -                 | C1+C3                          | 4+5                            | 2+0                            | 0+1                            | 17    | 3     | 2     |
| 2024-2025             | Bandırmaspor                    | 1.Lig                 | 16          | 4           | 1           | 4               | 2               | 0               | -                 | -                 | -                 | -                              | -                              | -                              | -                              | 20    | 6     | 1     |
| Total sur la carrière | Total sur la carrière           | Total sur la carrière | 296         | 70          | 30          | 22              | 8               | 2               | 6                 | 4                 | 0                 | -                              | 10                             | 2                              | 1                              | 334   | 84    | 33    |

## Palmarès

### En club
Il fait partie de l'équipe qui permet à la réserve du FC Nantes de monter en CFA à la fin de la saison 2012-2013.
Il est Champion de Serbie en 2022 avec l'Etoile Rouge de Belgrade.

### Distinctions individuelles
Il fait partie de l'équipe-type de Ligue 2 lors des Trophées UNFP 2016 en compagnie de ses coéquipiers Baptiste Reynet, Christopher Jullien et Frédéric Sammaritano.
Il est élu joueur du mois de Ligue 2 en novembre 2023.
Il est nommé dans l'équipe type de Ligue 2 aux Trophées UNFP du football 2024

## Style de jeu
Lois Diony est un attaquant qui pose des problèmes aux défenseurs adverses grâce à sa puissance physique et sa vitesse, il préfère généralement jouer avec un attaquant à ses côtés comme lors de ses années dijonnaises où Julio Tavares l’accompagnait à la pointe de l'attaque bourguignonne.